# 창조적 조어법
창조적 조어법(創造的 造語法, ex nihilo root creation)은 이미 있는 언어의 단어에서 의미를 빌려오지 않고, 어떤 소리에 특정한 의미를 마음대로 부여하여 새로운 단어를 만드는 것을 말한다. 무원 조어(無源 造語), 무본 조어(無本 造語)라고도 한다. ex nihilo는 라틴어로 ‘아무것도 없는 것에서 나온’, 또는 ‘무에서 유를 창조하는’이라는 뜻이다.
인공어의 경우, 창작자가 언어를 자유롭게 다룰 수 있으므로  창조적 조어법이 드물지 않으나, 자연어의 경우에는 새로운 말의 필요성이 생길 경우, 기존에 있는 단어의 의미를 확장시키거나, 기존 단어를 조합하여 새 단어를 만들거나, 아니면 새로운 개념의 원천인 외국어의 어휘를 빌려오는(외래어 차용) 경우가 거의 대부분이다. 자연어는 언중이 그 언어에 대해 사회적 약속을 형성하고 있기 때문에 새로운 말을 만드는 사람이 전거가 없는 음소에 자의적으로 의미를 부여하는 작업이 언중에 받아들여지기는 대단히 어렵다. 다만, 명사 가운데 새로운 사물의 이름(제품명 등)을 짓는데는 종종 쓰이는데, 상품명 코닥(KODAK)이나 수의 단위인 구골 등이 이렇게 만들어진 낱말이다. 또한 먼저 뜻이 정해지지 않은 말을 생각해 두었다가 풀이는 나중에 적당히 갖다 붙이는 식으로 말을 만들 수도 있다.
자연어에서 보기 드문 사례는 에스토니아어의 경우로, 에스토니아의 언어개혁가인 요하네스 아빅은 에스토니아어의 근대화 과정에서 쓰일 어휘를 개발하는 과정에서 많은 단어들을 무원 조어로 만들어냈으며, 그가 고안한 단어가 모두 언중에게 받아들여진 것은 아니나, 상당수의 단어들은 현대 에스토니아어에서 여전히 쓰이고 있다. 다만, 일부 단어들은 그가 말을 생각해 내면서 무의식적으로 기존에 알고 있던 외국어의 영향을 받은 것이 아닌지 여겨지는 부분이 있다.
상품명 등 개인이 조어에 대한 권리를 갖는 고유명사를 제외하고 일반 명사에서 이러한 조어는 거의 일어나지 않으나, 의성·의태어나 감탄사, 일부 형용사 등은 기존에 없던 말이 새로 생겨나는 경우(샤방샤방, 꽁기꽁기 등)가 종종 있다. 그러나 이러한 단어들은 의도적으로 만든 말이 아니라 언중들에 의해 자연스럽게 생겨난 것으로 신어에 가깝다.

## 창조적 조어법으로 만들어진 에스토니아어 낱말의 예
- veenma: 설득하다 확신시키다
- roim: 범죄
- laip: 주검, 시체
- kolp: 뼈대
- relv: 무기
- ese: 것, 물(物)
- süüme: 양심
- mõrv: 살인
- ulm: 꿈
- siiras: 참된, 순수한
- range: 엄한, 엄격한, 혹독한
- sulnis: 달콤한, 부드러운
- nõme: 어리석은, 실없는
- taunima: 불만을 나타내다, 비난하다
- naasma: 돌아오다
- reetma: 배신하다
- embama: 확신시키다
- eirama: 무시하다
- eramu: 사저, 개인집
- kõlar: 시끄럽게 떠드는 사람